# Rico Conning
Rico Conning est un producteur, auteur-compositeur-interprète et guitariste britannique.

## Biographie
Au début de sa carrière (1977-83), il chante, compose et joue de la guitare dans le groupe londonien The Lines puis travaillant pour le North London's Guerilla Studios, devient un des producteurs de nombreux groupes et artistes comme Adam Ant, Depeche Mode, Renegade Soundwave, Wire, Swans, Laibach ou Étienne Daho.
Dans les années 1990, il s'installe à Los Angeles et y fonde la société de design sonore M62. Il rejoint aussi le groupe Torch Song de William Orbit. Il co-produit alors les albums Toward the Unknown Region (1994) et Black Lining (2006) et remastérise en 2007 les titres du groupe.